# Arecidae
Arecidae es el nombre de un taxón de plantas ubicado en la categoría taxonómica de subclase, que según el Código Internacional de Nomenclatura Botánica debe estar circunscripto obligadamente al menos por el orden Arecales. Este taxón fue utilizado por el popular sistema de clasificación de  Cronquist (1981). Sus miembros comparten una serie de caracteres superficiales, como el hábito (que unió a las palmeras con las ciclantáceas y las pandanáceas), y las inflorescencias en espádice con espata (que incluyó en esta subclase a las aráceas y las lemnáceas). Hoy se sabe que este taxón es polifilético, y sus miembros se distribuyen en los monofiléticos Commelinidae, Pandanales y Alismatales.

## Caracteres
En su hábito son hierbas, arbustos, bejucos o en algunos casos árboles, con crecimiento secundario limitado y sin formación de tejido vascular nuevo.
Presentan hojas alternas, en ocasiones todas son basales, o en una corona terminal.
Las flores son numerosas y generalmente pequeñas, hermafroditas o unisexuales, hipóginas. Frecuentemente su inflorescencia es un espádice y está rodeada por una espata.
El perianto puede estar bien desarrollado con dos verticilos de tres tépalos, o llegar a estar, en ocasiones, muy reducido y vestigial o incluso estar ausente.
El androceo puede tener uno o muchos estambres con granos de polen binucleados o, en ocasiones, trinucleados.
El gineceo generalmente está formado por tres carpelos (o hasta uno o muchos), unidos o libres, con uno a muchos primordios seminales en cada lóculo.
El fruto suele ser indehiscente, generalmente en baya o drupa, el fruto puede ser múltiple.

## Ecología
La polinización es mediada por insectos (entomógama) o por el viento (anemógama).

## Filogenia
Los análisis moleculares de ADN hechos desde la década del '90 demostraron que este taxón como aquí circunscripto es polifilético. 
Arecaceae, Cyclanthaceae y Pandanaceae comparten un hábito arborescente o herbáceo tipo enredadera, los estomas tetracíticos, los frutos indehiscentes y carnosos, y un desarrollo del embrión similar. Sin embargo, en Pandanaceae/Cyclanthaceae están ausentes los caracteres presentes en el clado Commelinidae, al que pertenece hoy en día Arecaceae. Las palmeras hoy son Arecales, como en Cronquist, pero se ubican en la subclase Commelinidae, las ciclantáceas y las pandanáceas hoy se ubican en Pandanales, y no están cercanamente emparentadas con las palmeras. 
Finalmente las aráceas y lemnáceas están hoy en Alismatales, habiéndose resuelto que las inflorescencias con espádice y espata aparecieron muchas veces en diferentes clados no relacionados de plantas, por lo que no son útiles para discernir la filogenia a estos niveles del árbol.

## Taxonomía
Comprende 4 órdenes con 5 familias y unas 5.600 especies; la mayoría pertenecientes al orden Arecales.
Orden Arecales:
Arecáceas o palmáceas, familia Arecaceae, también llamada Palmae.
Orden Cyclanthales:
Ciclantáceas, familia Cyclanthaceae.
Orden Pandanales:
Pandanáceas, familia Pandanaceae.
Orden Arales:
Aráceas, familia Araceae.
Lemnáceas, familia Lemnaceae.